# Women on Waves
Women on Waves (WoW) è un'organizzazione olandese no-profit, per la libera scelta, per i diritti delle donne, creata nel 1999 dall'olandese Rebecca Gomperts e da Bart Terwiel. Lo scopo di questa associazione è quello di fornire servizi relativi alla salute riproduttiva, in particolare metodi non chirurgici di interruzione volontaria di gravidanza (IVG), alle donne in paesi con leggi restrittive sull'aborto. Altri servizi offerti da WoW includono la contraccezione e informazioni sulla pianificazione familiare (reproductive counseling).
Questi servizi sono forniti tramite una nave noleggiata che trasporta una clinica attrezzata contenuta in un grande container. Quando WoW visita una nazione, le donne prendono un appuntamento e sono accolte a bordo del vascello. La nave poi salpa verso acque internazionali dove la legge vigente a bordo è quella olandese e vengono realizzati gli aborti o altri servizi.
All'attività sulle imbarcazioni si affianca un servizio di assistenza telematica alle donne di tutto il mondo (Women On Web).

## Rebecca Gomperts
Rebecca Gomperts è un medico, artista e attivista per i diritti delle donne. Nata nel 1966 e cresciuta nel paese natale di Vlissingen, Paesi Bassi, si è trasferita negli anni ottanta ad Amsterdam, dove ha studiato contemporaneamente arte e medicina.
Dopo aver esercitato nella nave di Greenpeace Rainbow Warrior II, Gomperts ha creato WoW per risolvere i problemi femminili di salute derivanti dagli aborti illegali. Mentre visitava l'America del sud a bordo della Rainbow Warrior con il suo futuro compagno, il Capitano Bart J. Terwiel, l'organizzazione fu ispirata dal desiderio di facilitare ulteriormente i cambiamenti sociali e la salute delle donne. In alcuni paesi in via di sviluppo vengono eseguiti ogni giorno 800 aborti illegali, in contrasto con la situazione dei paesi sviluppati (come l'Olanda) deve si hanno a disposizione metodi di aborto e di contraccezione sicuri e legali.
In collaborazione con l'Atelier von Lieshout, Rebecca ha disegnato una unità ginecologica mobile chiamata "A-portable" che può essere installata su navi prese a noleggio. Quel che l'organizzazione si prefigge è di incoraggiare la consapevolezza e la discussione sulle leggi sull'aborto che ritengono restrittive, di permettere aborti sicuri e di tipo non chirurgico per le donne che vivono in nazioni in cui la pratica è illegale.

## Viaggi
- Irlanda (2001). Women on Waves ha fatto il suo viaggio inaugurale a bordo dell'Aurora in Irlanda. La nave ospitava due medici e una infermiera olandesi.
- Polonia (2003). L'approdo sulle coste polacche fu contrastato da una manifestazione antiabortista.
- Portogallo (2004). La nave provò ad entrare nelle acque territoriali portoghesi, ma il governo rifiutò il permesso e, mediante una nave da guerra, venne fisicamente impedita l'entrata. Dopo la grande risonanza sui media, l'episodio giunse sui tavoli della Corte Europea dei diritti dell'uomo. L'intervento tuttavia servì a sensibilizzare l'opinione pubblica e, tre anni più tardi, si arrivò alla legalizzazione dell'interruzione di gravidanza.
- Ecuador (2008). Una tempesta causò lo spiaggiamento dell'imbarcazione di Women On Waves prima dell'arrivo in Ecuador e la missione dovette trasformarsi in una linea telefonica di aiuto e assistenza psicologica alle donne.[2]